# Johan Gabriëlse
Johannes (Johan) Gabriëlse (Westkapelle, 14 december 1881 - Ambarawa (Java) 16 juni 1945) was een Nederlandse illustrator, lithograaf, schilder en tekenaar.
Gabriëlse heeft gestudeerd aan de Rijksnormaalschool voor Teekenonderwijzers (1898-1901) en de Rijksakademie van beeldende kunsten (1901-1902) in Amsterdam, waar hij leerling is geweest van de professoren August Allebé en Nicolaas van der Waay. Hij is vooral bekend geworden door de door Wolters uitgegeven schoolplaten over het koloniale Nederlands-Indië. Hij illustreerde schoolboeken (onder andere Van Kindertaal tot Moedertaal en Nieuw taalonderwijs in Nederlands-Indië). Ook maakte hij vele olieverfschilderijen en was hij boekbandontwerper.  Zelf gaf hij les aan zijn dochter Corrie Gabriëlse.
Zijn kunst is Gabriëlse uiteindelijk fataal geworden. Vanwege zijn kunstwerken interneerden de Japanners hem in het kamp St. Louis (Ambarawa, Java), waar hij op 16 juni 1945 stierf aan uitputting.
Het Museon-Omniversum in Den Haag heeft een groot aantal tekeningen die Gabriëlse tijdens zijn internering in Ambarawa heeft gemaakt in zijn collectie.

## Werk

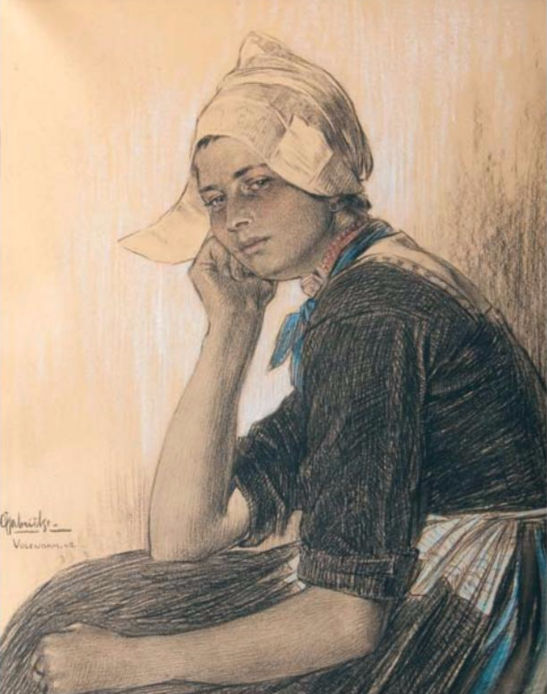
Hille Butter (1903)
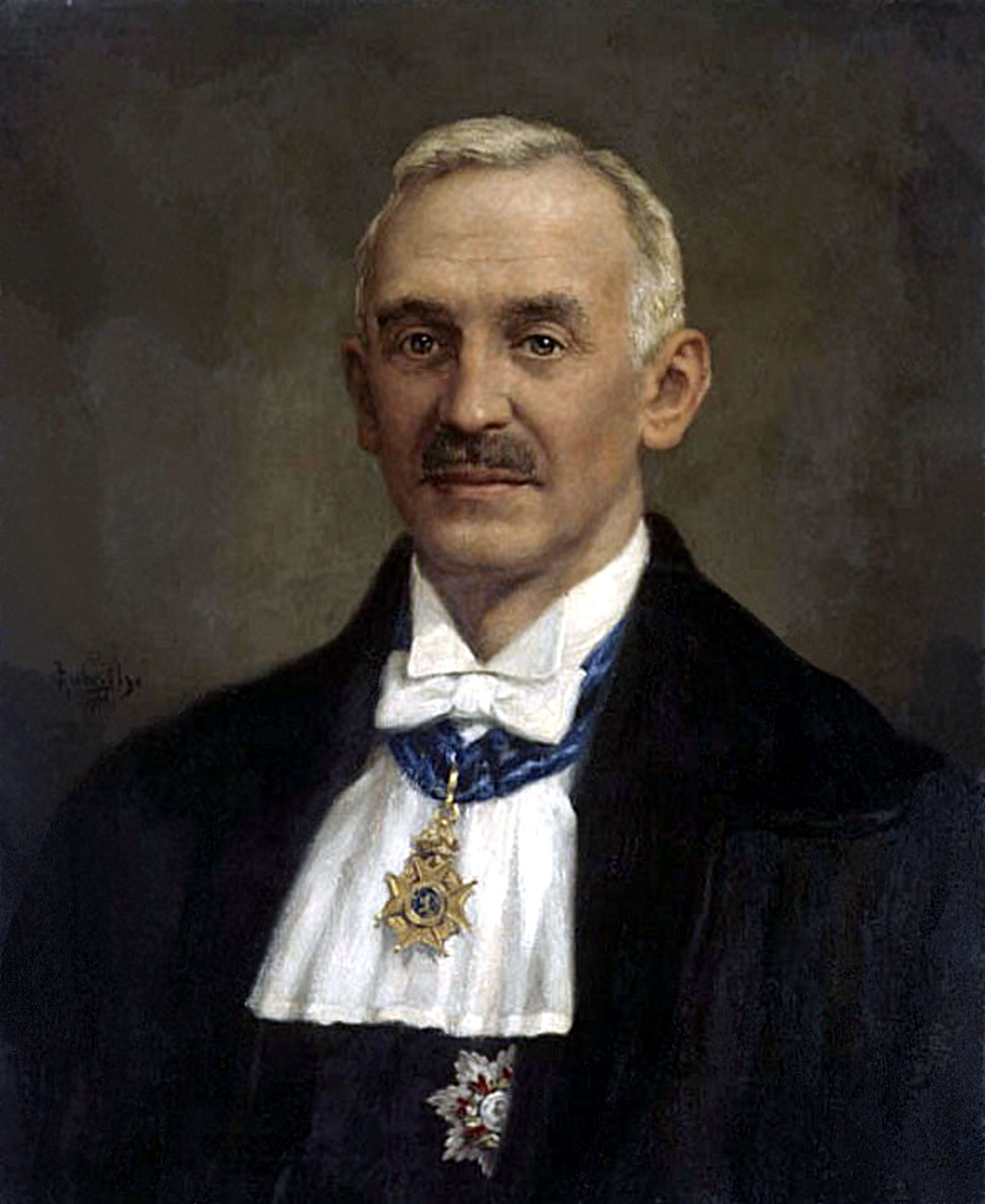
Hugo Kruyt (1933)
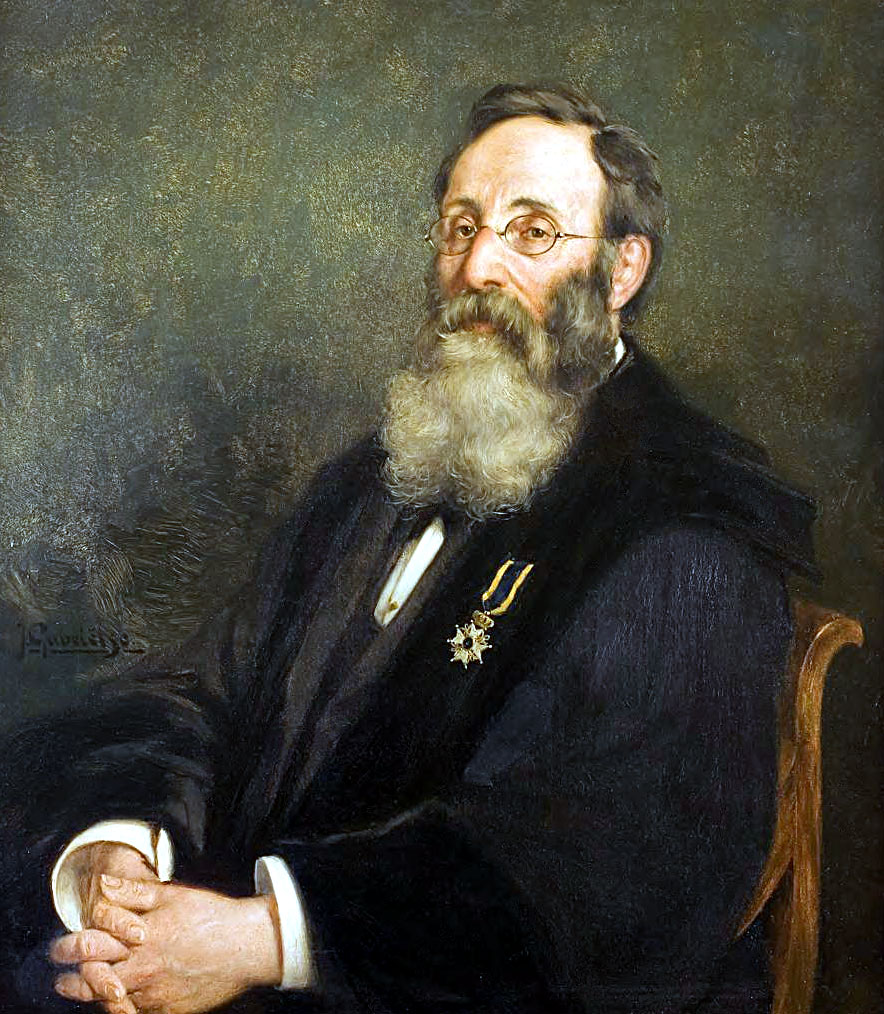
Leids hoogleraar Jan van Leeuwen (1905)
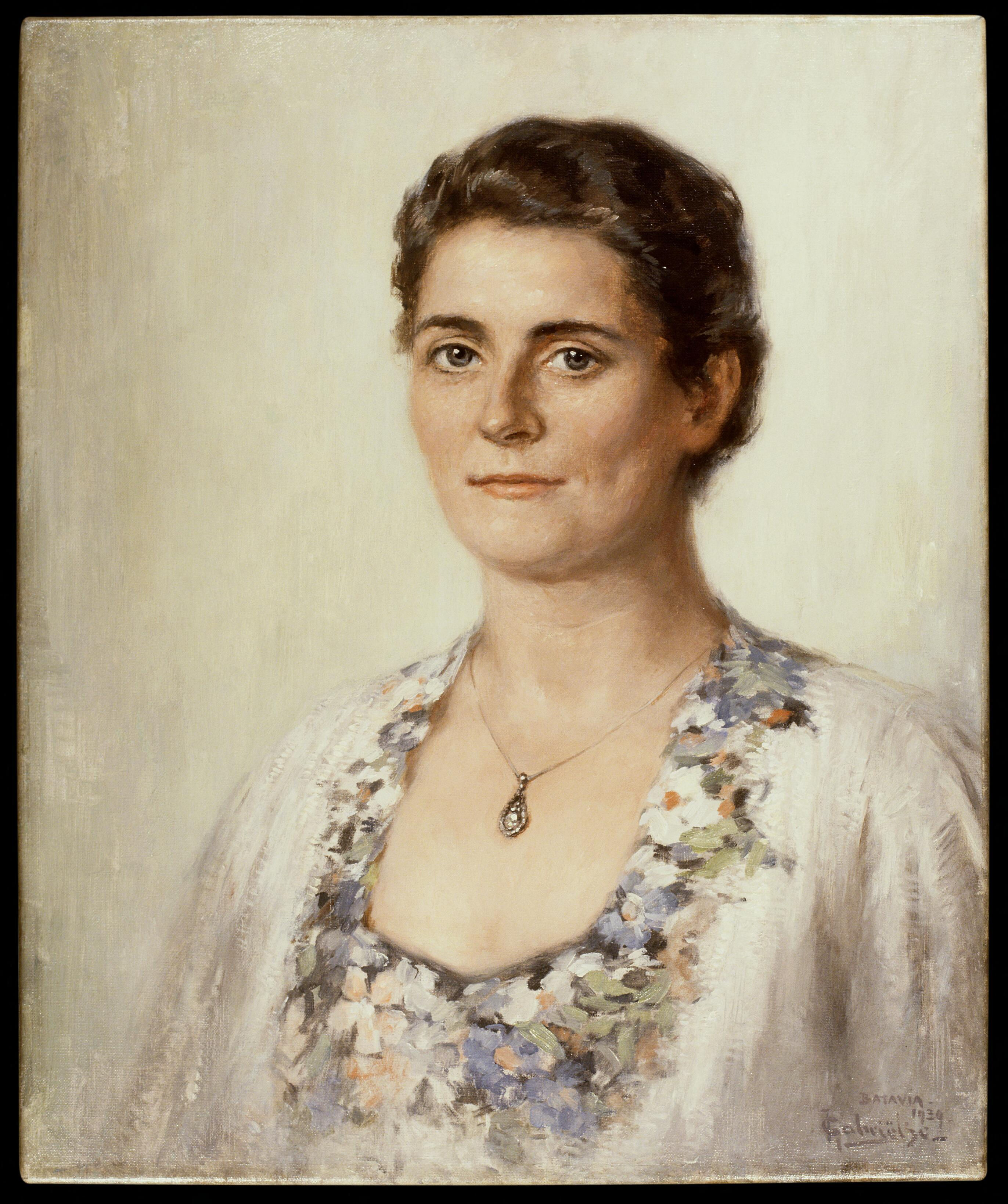
Maria Suzanna Willinge-Sligcher (1939)
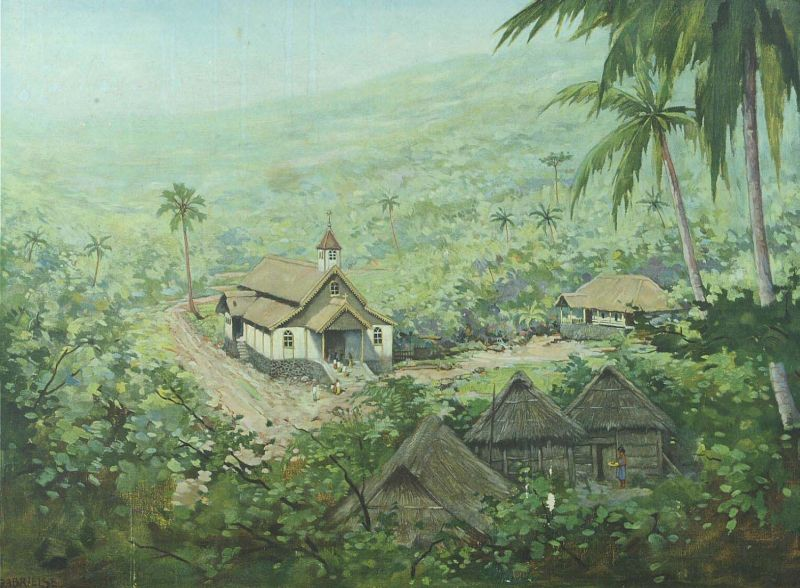
Kerk op Lomblen. Litho naar een schilderij van Gabriëlse